# Ipomoea tricolor
Espèce
Pour les articles homonymes, voir Morning Glory.
Ipomoea tricolor ou « ipomée bleu d'azur », appelée en anglais morning glory (« gloire du matin ») ou encore tlilitzin' en nahuatl, est une plante grimpante annuelle répandue dans le Sud du Mexique et au Guatemala, en Amérique du Sud et aux Antilles. Ses feuilles sont ovales, profondément cordées et entières. La fleur, bleue, donne un fruit qui contient des graines noires angulaires et allongées.

## Horticulture
De nombreux cultivars d’Ipomoea tricolor sont présents dans les jardineries et vendus à titre ornemental. Parmi les variétés les plus communes on peut citer : 'Blue Star', 'Flying Saucers', 'Heavenly Blue', 'Heavenly Blue Improved', 'Pearly Gates', 'Rainbow Flash', 'Summer Skies', 'Wedding Bells'.

## Confusion
L'ipomée tricolore est très souvent confondue avec Ipomoea violacea. Ainsi, lorsque Albert Hoffman et Evan Shultes identifient le tlilitzin des Aztèques, ils l'apparentent à tort avec Ipomoea violacea dans leur livre Plantes des Dieux.

## Effets psychotropes
Les graines de cette espèce comme de toutes celles appelées aussi morning glory, sont employées par les chamans pour des rites divinatoires sous les noms de ololiuqui ou de tlilitzin. Albert Hofmann fut le premier à annoncer que ces graines contenaient un dérivé d'acide lysergique, ce qui fut confirmé par la suite grâce à des études chimiques. Le principal composant psychoactif est l'ergine ou acide d-lysergique amide, mais on trouve de nombreux autres principes actifs comme l'isoergine (acide d-isolysergique).

### Usage traditionnel

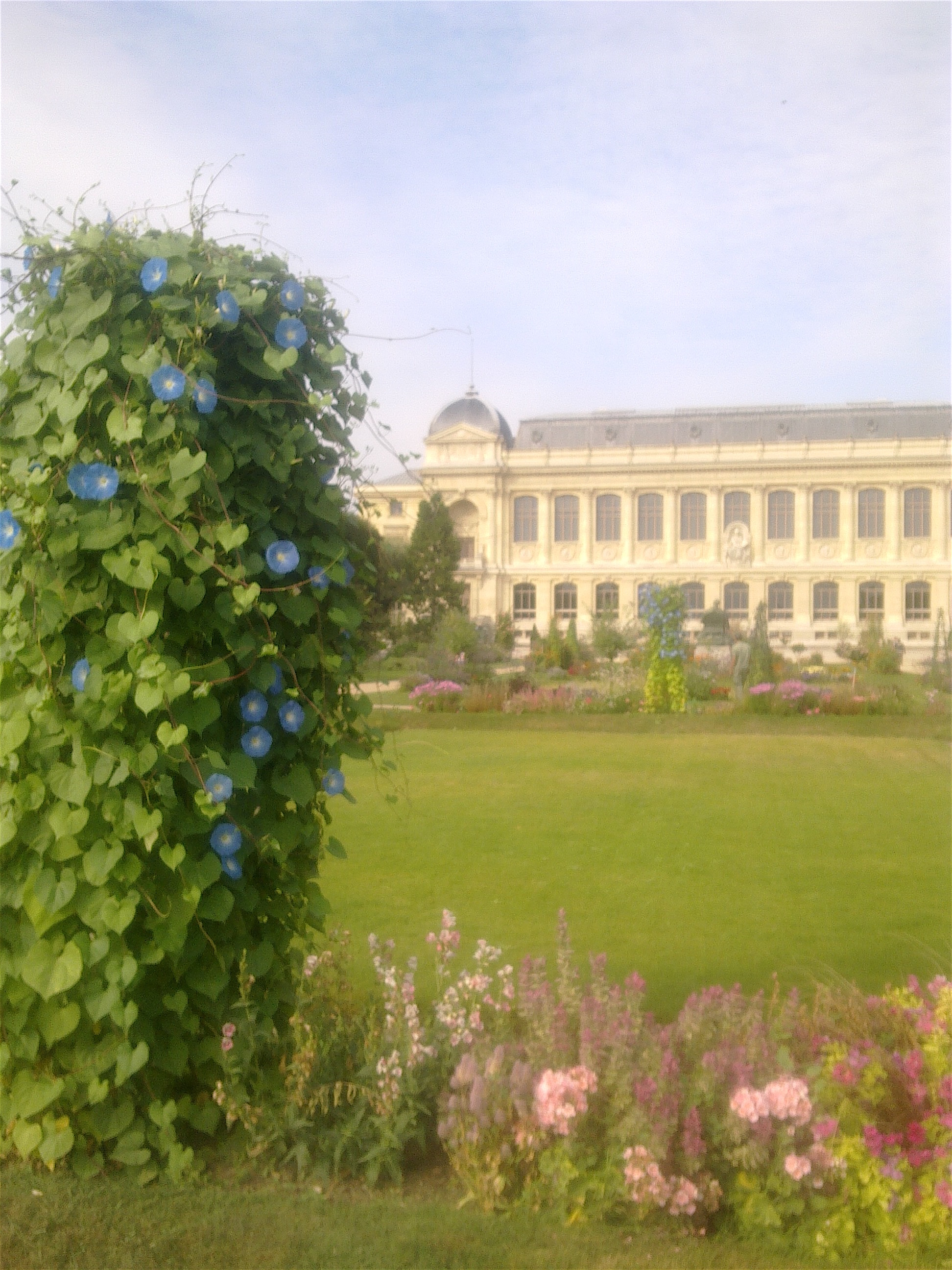
Une ipomée tricolore au Jardin des plantes de Paris, sur fond de Grande galerie de l'évolution.

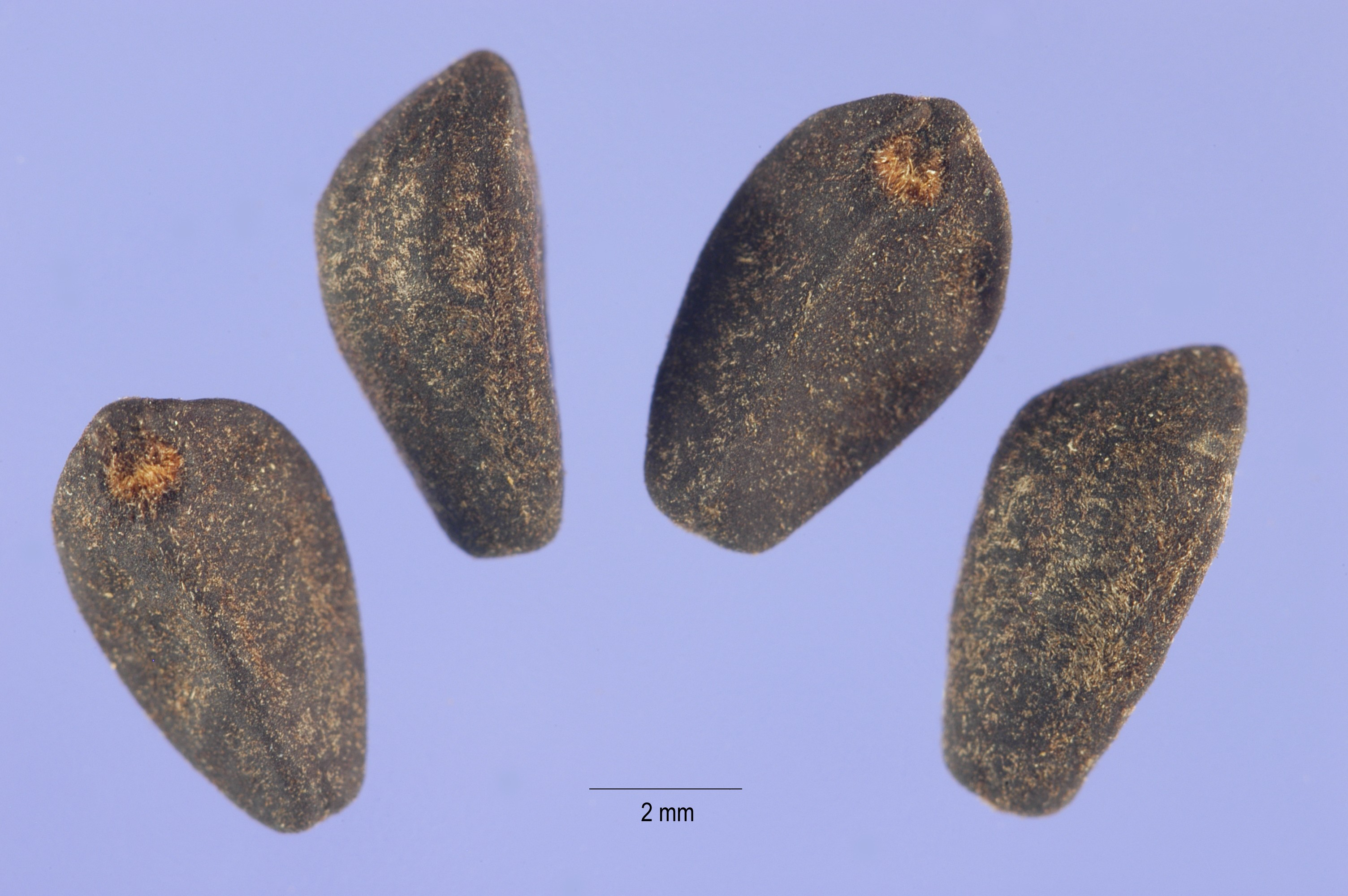
Graines d’Ipomoea tricolor.

Les graines d’Ipomoea tricolor contiennent du LSA, un alcaloïde hallucinogène nommé ergine et représentent un des principaux enthéogènes utilisés par les indigènes d’Oaxaca. Les graines sont utilisées à des fins divinatoires, lors de rituels religieux ou thérapeutiques. Les Chinantèques les nomment Piul et les Mazatèques qui en font aussi un usage chamanique, l'appellent Badho Negro. Durant la période précolombienne, les Aztèques la nommaient Tlilitzin et considéraient cette plante comme une herbe sacrée dont l’usage rituel s’apparentait parfois à celui de l’Ololiuqui Turbina corymbosa. En Nahuatl, Tlilitzin signifie « noir » avec un suffixe révérenciel « Tzin »  qui témoigne du respect des Aztèques envers cette plante.

### Potentiel thérapeutique
Des études menées par le professeur en psychiatrie R. Andrew Sewell MD, démontrent que les graines contiennent du LSA, un amide de l'acide dextro-lysergique connu sous le nom d’ergine, et seraient efficaces dans le traitement de l'algie vasculaire de la face,.

### Législation
Parce que dans un cadre récréatif, la consommation de plantes psychotropes peut s’avérer dangereuse pour la santé, leur consommation est soumise en France à la législation sur les stupéfiants et la culture de l’ipomée tricolore est autorisée exclusivement à titre ornemental. Toutefois, l’espèce se répand spontanément sur les coteaux ensoleillés et les bas-côtés des routes du midi de la France.